# Wayne Pygram
Wayne Pygram, właściwie Wayne Pigram (ur. 13 października 1959) – australijski aktor filmowy, teatralny i telewizyjny. Znany jest m.in. z roli Scorpiusa w serialu Ucieczka w kosmos. Ze względu na duże podobieństwo do Petera Cushinga został obsadzony w roli Wilhuffa Tarkina w filmie Gwiezdne wojny: część III – Zemsta Sithów. Jest perkusistą w zespole „Signal Room”, wcześniej znanym jako „Number 96”.

## Filmografia

### Filmy
- Gwiezdne wojny: część III – Zemsta Sithów (2005)
- Risk (2000)
- The Day of the Roses (1998)
- Marząc o Patsy Cline (1997)
- The Custodian (1993)
- Hammers Over the Anvil (1993)
- Powrót do błękitnej laguny (1991)
- Pożegnanie króla (1989)
- The First Kangaroos (1988)
- Warming Up (1985)

### Seriale
- Underbelly: The Golden Mile (2010)
- Zagubieni (2006)
- Through My Eyes (2004)
- Farscape: The Peacekeeper Wars (2004)
- Heroes' Mountain (2002)
- Ucieczka w kosmos (2001–2003)
- Zatoka serc (2001)
- Prawo miecza (1997)
- Fire (1995)
- Heroes II: The Return (1992)
- Alana – dziewczyna z przyszłości (1990)
- The Last Resort (1988)